# Артуро Калабрезі
Артуро Калабрезі (італ. Arturo Calabresi, нар. 17 березня 1996, Рим) — італійський футболіст, захисник «Пізи». Виступав за молодіжну збірну Італії.

## Клубна кар'єра
Народився 17 березня 1996 року в Римі. Вихованець футбольної школи клубу «Рома», втім за першу команду так і не дебютував і з 2015 року грав на правах оренди за клуби Серії Б «Ліворно», «Брешія», «Спеція» та «Фоджа».
21 червня 2018 року Калабрезі підписав контракт на 4 роки з клубом «Болонья». Протягом сезону відіграв за болонської команду 18 матчів в національному чемпіонаті, після чого на один рік був відданий в оренду до французького «Ам'єна».
Взявши участь у 21 грі французької Ліги 1, влітку 2020 року повернувся до «Болоньї». До планів тренерського штабу команди не входив і першу половину 2021 року провів в оренді у «Кальярі», де також виходив на поле лише епізодично, після чого уклав поноцінний контракт із друголіговим «Лечче».
У серпні 2022 року перейшов до «Пізи».

## Виступи за збірні
2012 року дебютував у складі юнацької збірної Італії, взяв участь у 33 іграх на юнацькому рівні, відзначившись 2 забитими голами. З командою до 17 років у 2013 році зіграв на юнацькому чемпіонаті Європи, де команда стала срібним призером. Цей результат дозволив команді того ж року поїхати і на юнацький чемпіонат світу в ОАЕ, де команда з Калабрезі дійшла до 1/8 фіналу.
З 2015 року залучався до складу молодіжної збірної Італії, у складі якої поїхав на домашній молодіжний чемпіонат Європи 2019 року.

## Статистика виступів

### Статистика клубних виступів
Станом на 5 серпня 2022
| Сезон               | Команда             | Чемпіонат           | Чемпіонат | Чемпіонат | Національний кубок | Національний кубок | Національний кубок | Континентальні кубки | Континентальні кубки | Континентальні кубки | Інші змагання | Інші змагання | Інші змагання | Усього | Усього |
| Сезон               | Команда             | Ліга                | Ігор      | Голів     | Ліга               | Ігор               | Голів              | Ліга                 | Ігор                 | Голів                | Ліга          | Ігор          | Голів         | Ігор   | Голів  |
| ------------------- | ------------------- | ------------------- | --------- | --------- | ------------------ | ------------------ | ------------------ | -------------------- | -------------------- | -------------------- | ------------- | ------------- | ------------- | ------ | ------ |
| 2015–16             | «Ліворно»           | B                   | 10        | 1         | КІ                 | 2                  | 0                  | -                    | -                    | -                    | -             | -             | -             | 12     | 1      |
| 2015–16             | «Брешія»            | B                   | 14        | 1         | КІ                 | 0                  | 0                  | -                    | -                    | -                    | -             | -             | -             | 14     | 1      |
| 2016–17             | «Брешія»            | B                   | 30        | 0         | КІ                 | 1                  | 0                  | -                    | -                    | -                    | -             | -             | -             | 31     | 0      |
| Усього за «Брешіу»  | Усього за «Брешіу»  | Усього за «Брешіу»  | 44        | 1         |                    | 1                  | 0                  | -                    | -                    | -                    | -             | -             | -             | 45     | 1      |
| 2017–18             | «Спеція»            | B                   | 2         | 0         | КІ                 | 0                  | 0                  | -                    | -                    | -                    | -             | -             | -             | 2      | 0      |
| 2017–18             | «Фоджа»             | B                   | 9         | 0         | КІ                 | 0                  | 0                  | -                    | -                    | -                    | -             | -             | -             | 9      | 0      |
| 2018–19             | «Болонья»           | A                   | 18        | 1         | КІ                 | 3                  | 0                  | -                    | -                    | -                    | -             | -             | -             | 21     | 1      |
| 2019–20             | «Ам'єн»             | Л1                  | 21        | 1         | КФ+КЛ              | 1+3                | 0                  | -                    | -                    | -                    | -             | -             | -             | 25     | 1      |
| 2020–21             | «Болонья»           | A                   | 1         | 0         | КІ                 | 1                  | 0                  | -                    | -                    | -                    | -             | -             | -             | 2      | 0      |
| Усього за «Болонью» | Усього за «Болонью» | Усього за «Болонью» | 19        | 1         |                    | 4                  | 0                  | -                    | -                    | -                    | -             | -             | -             | 23     | 1      |
| січ.-черв. 2021     | «Кальярі»           | A                   | 2         | 0         | КІ                 | -                  | -                  | -                    | -                    | -                    | -             | -             | -             | 0      | 0      |
| 2021–22             | «Лечче»             | B                   | 31        | 0         | КІ                 | 3                  | 2                  | -                    | -                    | -                    | -             | -             | -             | 34     | 2      |
| лип.-серп. 2022     | «Лечче»             | A                   | 0         | 0         | КІ                 | 1                  | 0                  | -                    | -                    | -                    | -             | -             | -             | 1      | 0      |
| Усього за «Лечче»   | Усього за «Лечче»   | Усього за «Лечче»   | 31        | 0         |                    | 4                  | 2                  |                      | -                    | -                    |               | -             | -             | 35     | 2      |
| серп. 2022–23       | «Піза»              | B                   | -         | -         | КІ                 | -                  | -                  | -                    | -                    | -                    | -             | -             | -             | -      | -      |
| Усього за кар'єру   | Усього за кар'єру   | Усього за кар'єру   | 137       | 4         |                    | 16                 | 2                  | -                    | -                    | -                    | -             | -             | -             | 153    | 6      |